# John Leveson-Gower (1er comte Gower)
John Leveson-Gower (10 août 1694 - 25 décembre 1754), est un homme politique conservateur britannique de la famille Leveson-Gower, l'un des premiers conservateurs à entrer au gouvernement après la succession de Hanovre. Il est le 1er comte Gower.

## Biographie
Il est un fils de John Leveson-Gower (1er baron Gower) (7 janvier 1675 - 31 août 1709) et de son épouse Catherine Manners (19 mai 1675 - 7 mars 1722. Ses grands-parents maternels sont John Manners (1er duc de Rutland) et Catherine Wriothesley Noel, fille de Baptiste Noel (3e vicomte Campden). Il fait ses études aux Adams 'Grammar School et Westminster School avant d'entrer à la Christ Church d'Oxford en 1710. Vers 1730, il érige le premier Trentham Hall sur le modèle de Buckingham House (Buckingham Palace). Il obtient son diplôme de DCL de cette dernière université en 1732.

## Carrière politique
Il est un des fondateurs du Foundling Hospital de Londres en 1739. Il sert ensuite comme Lord du sceau privé entre 1742 et 1743 et 1744 et 1754. Il est le premier grand conservateur à entrer au gouvernement après l’avènement du roi George Ier, lorsqu'il rejoint l'administration de John Carteret en 1742. Il est également nommé membre du Conseil privé en 1742 et est créé vicomte Trentham, de Trentham dans le comté de Stafford et comte Gower le 8 juillet 1746.

## Famille
Il épouse, le 13 mars 1711 ou 1712, Evelyn Pierrepont (6 septembre 1691 - 26 juin 1729), fille d'Evelyn Pierrepont (1er duc de Kingston-upon-Hull) et de sa première épouse, Mary Feilding. Mary est une fille de William Feilding (3e comte de Denbigh) et de son épouse Mary King. Par sa première femme, le comte a onze enfants :
- John Leveson-Gower (28 novembre 1712 - 15 juillet 1723).
- Gertrude Leveson-Gower (en) (15 février 1714/1715 - 1er juillet 1794), qui épouse John Russell (4e duc de Bedford).
- William Leveson-Gower (17 février 1715/1716 - 4 avril 1739).
- Mary Leveson-Gower (30 octobre 1717 - 30 avril 1778), qui épouse Richard Wrottesley, 7e baronnet.
- Frances Leveson-Gower (12 août 1720 - 1788), qui épouse John Philip Sackville, fils de Lionel Cranfield Sackville.
- Granville Leveson-Gower (1er marquis de Stafford) (4 août 1721 - 26 octobre 1803).
- Elizabeth Leveson-Gower (20 janvier 1723/1724 - 28 avril 1784), qui épouse John Waldegrave (3e comte Waldegrave).
- Evelyn Leveson-Gower (26 janvier 1724/1725 - 14 avril 1763), qui épouse John FitzPatrick (1er comte d'Upper Ossory) et en deuxièmes noces Richard Vernon
- Richard Leveson-Gower (30 avril 1726 - 19 octobre 1753), député. Il ne s'est jamais marié.
- Catherine Leveson-Gower (probablement née le 31 mai 1727 et décédée en bas âge).
- Diana Leveson-Gower (31 mai 1727-1737).

Le 31 octobre 1733, il épouse Penelope Stonhouse (décédée le 19 août 1734), fille de John Stonhouse (3e baronnet), le 31 octobre 1733 et ont une fille :
- Penelope Leveson-Gower (vers juin 1734 - 26 février 1742).

Le 16 mai 1736, il épouse Mary Tufton, comtesse douairière de Harold, fille de Thomas Tufton (6e comte de Thanet) et veuve d'Anthony Grey, comte de Harold , et ont :
- Thomas Leveson-Gower (né le 23 août 1738 mais connu pour être mort jeune).
- John Leveson-Gower (amiral) (11 juillet 1740 - 28 août 1792), marié à Frances Boscawen, fille de l'amiral Edward Boscawen.